# Švédové
Švédové (švédsky svenskar) jsou germánský národ, původem ze Švédska, kde tvoří většinu obyvatelstva. Jazykem Švédů je švédština, která náleží do skupiny severogermánských jazyků.

## Počet
Švédové tvoří asi čtyři pětiny z 9,7 milionu obyvatel Švédska, v roce 2011 tvořily osoby cizího původu (definováno jako osoby narozené mimo Švédsko nebo potomci dvou rodičů narozených mimo Švédsko) 19,6% obyvatel. Oficiální údaje o Švédech žijících v zahraničí neexistují. Odhaduje se jejich počet v řádu statisíců, přičemž nejvíce Švédů žije ve Spojených státech amerických, Norsku a Finsku. Asi 4,7 mil. lidí v USA má švédské předky.

## Původ jména
Jméno se odvozuje od germánského kmene Sveů (též Sveonů; švédsky svear, latinsky suiones), který obýval centrální oblasti dnešního Švédska (Svealand). Toto území se později stalo základem moderního státu. Název kmene není úplně jasný, dle Noréena (1920) je patrně odvozen od pragermánského swihones s významem „my sami“ (de egna, vi själva). Patrně souvisí s latinským suus (svůj).

## Historie
Sveové, suiones, jsou spolu s Góty, gotones, jako národ poprvé zmiňováni v roce 98 Tacitem v knize O původu, poloze, mravech a národech Germánů. Tyto germánské národy obývaly oblasti dnešního Švédska, kam přišly pravděpodobně po ústupu ledovce z doby ledové. Od 7. století švédští Vikingové podnikali výpravy směrem na východ (Finsko, Estonsko, Rusko). Sveové sjednotili Svealand a Götaland okolo roku 1000, a tak vytvořili švédské království. Od 11. století bylo postupně přijato křesťanství. Roku 1397 vstoupilo Švédsko do Kalmarské unie pod nadvládou Dánska. Samostatnost definitivně Švédsku v roce 1523 zajistil král Gustav I. Vasa, který rovněž vyhlásil lutherskou reformaci křesťanské církve a je zakladatelem moderního švédského národa a státu. Švédsko se úspěšně angažovalo v třicetileté válce, kdy získalo velmocenský vliv v Pobaltí, který však později upadal.

## Nejoblíbenější jména

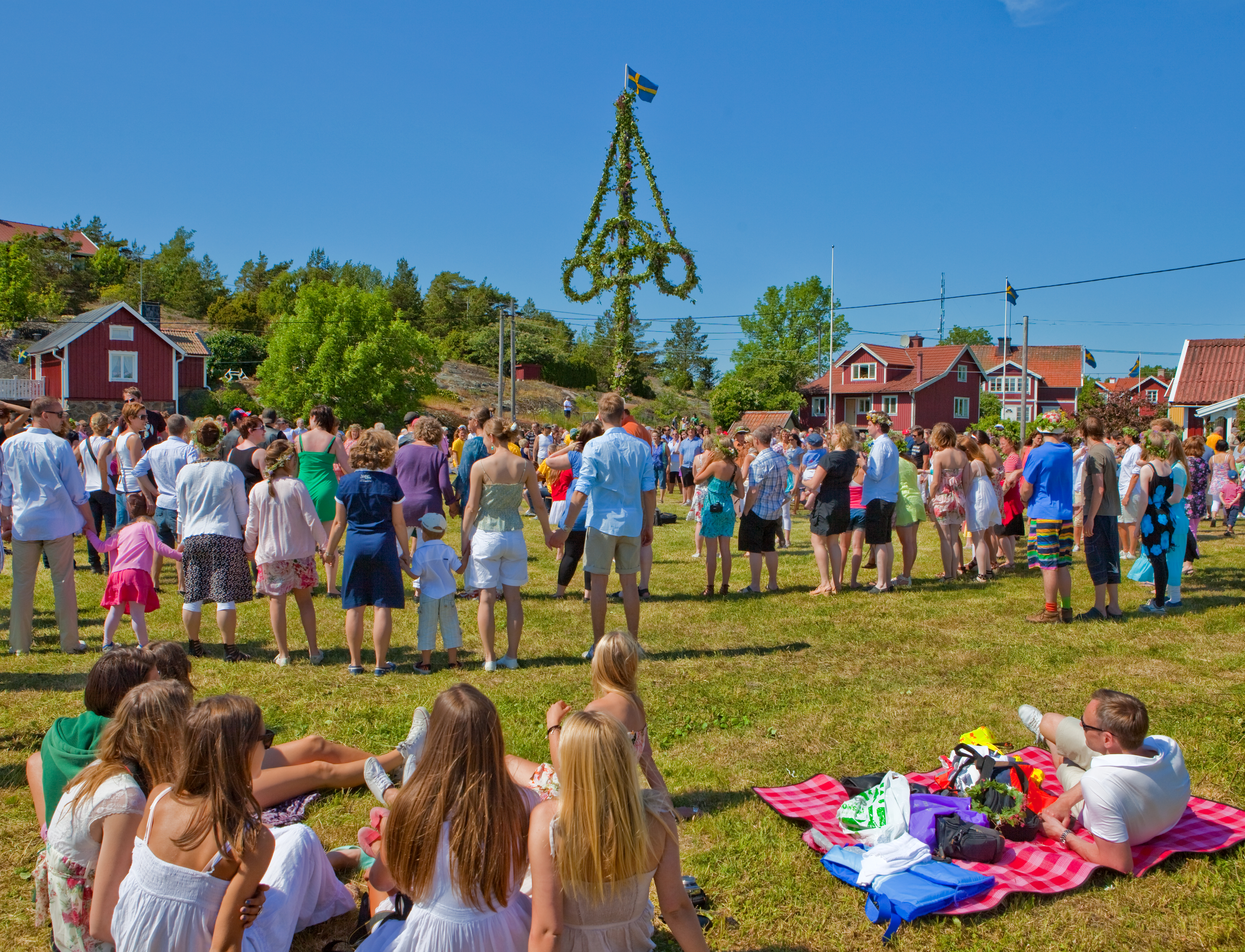
Svatojánské slavnosti v období letního slunovratu na Stockholmském souostroví

V roce 2006 dávali švédští rodiče svým dětem nejčastěji tato jména:
- dívky: Agnes, Alva, Emma, Ida, Julia, Alice, Maja, Elin, Ebba, Ella;
- chlapci: William, Hugo, Elias, Anton, Emil, Albin, Axel, Linus, Alexander, Erik.

Ve Švédsku jsou rovněž populární zdvojená křestní jména (např. Maj-Britt, Britt-Marie, Ulla-Britt; Jan-Erik, Lars-Erik, Per-Olof), nejvíce se dávala v 50. a 60. letech 20. století.

## Osobnosti

### Přírodní vědy
Švédsko je tradiční baštou přírodních, exaktních a technických věd. Svědčí o tom jména badatelů, jakými byl fyzik Alfred Nobel, zakladatel moderní biologie Carl Linné, zakladatel moderní chemie Jöns Jacob Berzelius, tvůrce Celsiovy stupnice Anders Celsius, zakladatelé spektroskopie Johannes Rydberg a Anders Jonas Ångström, objevitel kyslíku, dusíku a wolframu Carl Wilhelm Scheele či objevitel lithia Johann Arfvedson. Výzkum radiace vedl Rolf Sievert, proto je po něm pojmenována její jednotka v soustavě SI. Axel Fredrik Cronstedt objevil nikl, Johan Gottlieb Gahn mangan, Per Teodor Cleve holmium a thulium, Carl Gustaf Mosander lanthan, erbium and terbium. V oblasti chemie a mineralogie dosáhl velkého významu Torbern Bergman.
Teorii funkcí významně rozvinul matematik Gösta Mittag-Leffler. Zakladatelem moderní teorie integrálních rovnic byl Erik Ivar Fredholm, fraktálům se věnoval matematik Helge von Koch, autor známé Kochovy vločky, harmonické analýze Lennart Carleson, teorii lineárních parciálních diferenciálních rovnic Lars Hörmander. Hmotnost Merkuru a Venuše odhadl astronom Johan Oskar Backlund, rotaci galaxií zkoumal Bertil Lindblad. Do dějin zoologie se nesmazatelně zapsal Carl Jakob Sundevall, do těch botanických Adam Afzelius, Carl Peter Thunberg či Carl Adolf Agardh. Studium lišejníků zakládal Erik Acharius. Všestranným renesančním učencem a otcem švédské vzdělanosti byl Olaus Rudbeck. Odstředivku a parní turbínu vynalezl Gustaf de Laval, na vývoji faxu se podílel Harry Nyquist, Gideon Sundback vynalezl velmi praktickou pomůcku – zip.
To, že švédská věda neztratila sílu ani ve 20. století, dosvědčují Nobelovy ceny za fyziku pro Gustafa Daléna, Hannese Alfvéna, Manne Siegbahna a Kai Siegbahna, za chemii pro Svante Arrheniuse, Hanse von Euler-Chelpina, Theodora Svedberga a Arne Tiseliuse, za fyziologii pro Ulfa von Eulera, Sune Bergströma, Torstena Wiesela, Bengta I. Samuelssona, Ragnara Granita, Allvara Gullstranda, Hugo Theorella a Arvida Carlssona. Široce diskutovaná je též Kaluza-Kleinova jednotná teorie pole, jejímž spoluautorem je Švéd Oskar Klein. Švédské občanství měla i Lise Meitnerová, která významně přispěla k výzkumu štěpení atomových jader.
Prvním a dosud jediným švédským kosmonautem se stal Christer Fuglesang. Dobrodruh Salomon August Andrée zahynul při pokusu dosáhnout severního pólu v balónu.

### Humanitní vědy
V oblasti humanitních a sociálních věd je zdaleka nejvlivnějším Švédem filozof a teolog Emanuel Swedenborg. Ve 20. století je se důležitým představitelem analytické filozofie stal Georg Henrik von Wright. Politolog Rudolf Kjellén zavedl pojem geopolitika, politický filozof Erik Gustaf Geijer proslul jako zastánce liberalismu. Bertil Ohlin a Gunnar Myrdal získali Nobelovu cenu za ekonomii, Myrdalova manželka, socioložka a politička Alva Myrdalová, získala Nobelovu cenu míru za svůj boj za odzbrojení. Celosvětové popularity dosáhly knihy psychiatra Axela Muntheho. V posledních letech na sebe upozornil svými názory na umělou inteligenci a transhumanismus filozof Nick Bostrom.

### Hudba
Za klasika švédské hudby je považován Carl Michael Bellman. Ze skladatelů vážné hudby se nejvíce prosadil Franz Berwald. Z interpretů operní pěvkyně Malena Ernmanová, Jenny Lindová či Birgit Nilssonová. Ve 2. polovině 20. století se Švédové ukázali být mistry ve schopnosti natlačit se do oblasti, které tradičně dominovali Američané a Britové – do populární hudby. Byť přitom museli většinou obětovat rodnou mateřštinu. Revoluční průlom učinila v 70. letech skupina ABBA, tvořená čtveřicí umělců: Agnetha Fältskogová, Björn Ulvaeus, Benny Andersson a Anni-Frid Lyngstadová. Ovšem nezůstali osamoceni, následovali je, byť s menším ohlasem, další kapely jako Roxette, Ace of Base, Europe či Cardigans. Zcela nedávno učinila podobný průlom do globálního popu zpěvačka Loreen, vítězka soutěže Eurovision Song Contest. Za hudebním producentem Maxem Martinem stojí úspěchy s interprety jako jsou Backstreet Boys, Britney Spears nebo 'N Sync.

### Literatura

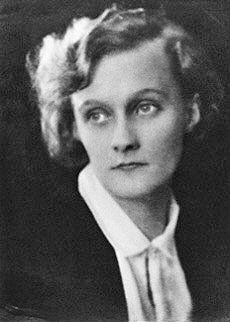
Astrid Lindgrenová

### Výtvarné umění
Zvláštní postavení má ve Švédsku malíř John Bauer, který na počátku 20. století ilustroval soubor národních pohádek Mezi skřítky a trolly (Bland Tomtar och troll). S jeho zvláštními melancholickými kresbami se identifikovaly celé generace Švédů a staly se tak součástí národního vědomí, podobně jako v České republice dílo Ladovo. Nejvýznamnějšími švédskými portrétisty byli Alexander Roslin a Anders Zorn. Součástí hnutí Arts and Crafts byl Carl Larsson, zřejmě nejslavnější švédský malíř vůbec. Karikaturami proroka Mohammeda nedávno proslul Lars Vilks. Nejvýznamnějším švédským architektem je Erik Gunnar Asplund.

### Film
V oblasti umění filmového mezi nejslavnější evropské režiséry patří Ingmar Bergman. V jeho stopách šli Sven Nykvist, Bo Widerberg nebo Jan Troell. Za vizuální prezentací skupiny ABBA stál zhusta režisér Lasse Hallström, který se později dočkal i dvou oscarových nominací (1985, 1999). Oscara opravdu získal dokumentarista Malik Bendjelloul. Ke známým tvůrcům dneška patří Lukas Moodysson. Důležitým tvůrcem němé éry, a to i v Hollywoodu, byl Victor Sjöström, z režisérů "předbergmanovské" éry lze jmenovat Alfa Sjöberga.
Bergmanovy filmy proslavily herce Maxe von Sydowa či Erlanda Josephsona. Hvězdami Hollywoodu se staly herečky Greta Garbo, Ingrid Bergmanová, Ann-Margret či v posledních letech Stellan Skarsgård. Naopak v evropském filmu, zejména ve Felliniho Sladkém životě, zazářila Anita Ekbergová. Dolph Lundgren je typickou hvězdou akčních snímků. V modelingu a mezinárodních soutěžích miss se prosadila Victoria Silvstedtová.

### Sport
Švédové se prosadili i v mnoha sportovních odvětvích, Björn Borg, Stefan Edberg a Mats Wilander reprezentovali švédskou tenisovou školu, Zlatan Ibrahimovič je zřejmě nejslavnějším švédským fotbalistou, Peter Forsberg hokejistou, Magnus Wislander házenkářem. Ingemar Stenmark sebral mnoho úspěchů ve sjezdovém lyžování. Šest zlatých olympijských medailí má kanoista Gert Fredriksson, čtyři lyžaři Sixten Jernberg, Gunde Svan a Thomas Wassberg a jezdec na koni Henri Saint Cyr, tři zlaté mají krasobruslař Gillis Grafström, střelci Vilhelm Carlberg, Alfred Swahn a Oscar Swahn, kanoistka Agneta Anderssonová, rychlobruslař Tomas Gustafson, lyžař Marcus Hellner, zápasníci Ivar Johansson a Carl Westergren a oštěpař Eric Lemming.

### Politika a mezinárodní vztahy

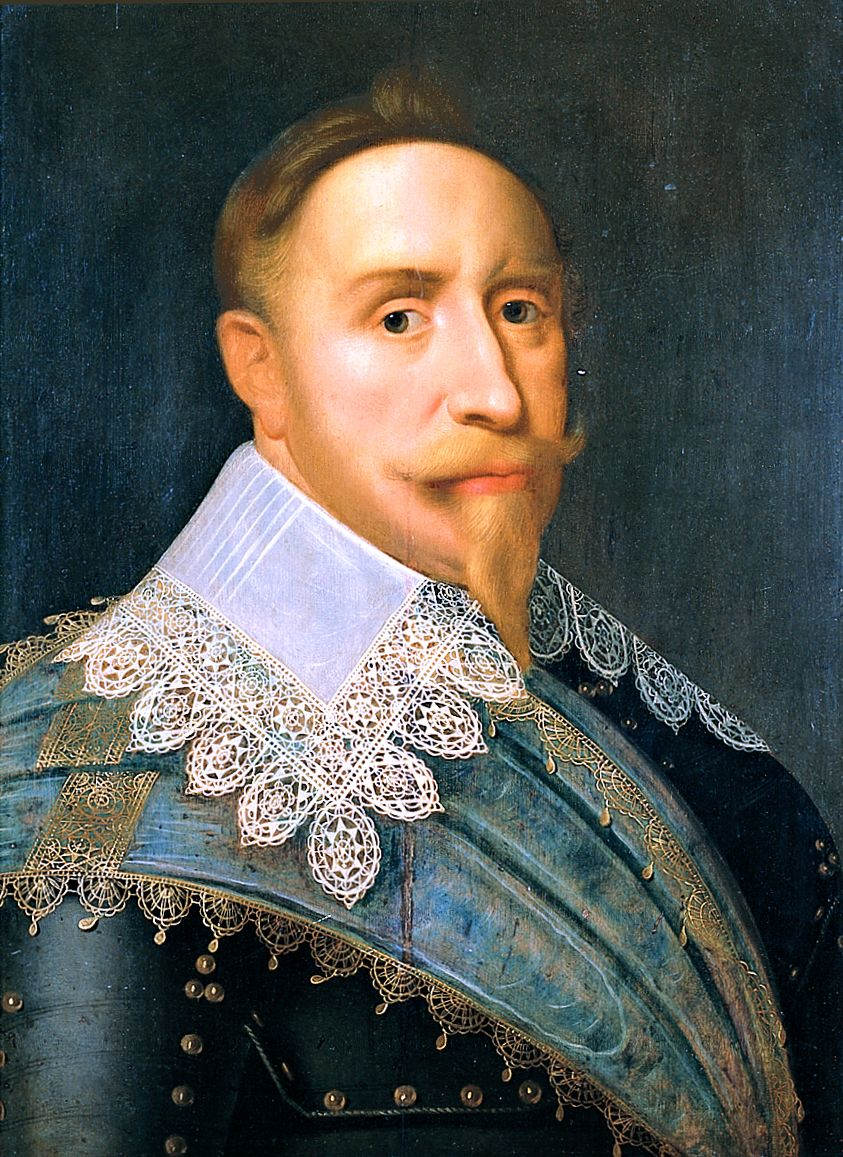
Švédský král Gustav II. Adolf

Za zakladatele národa Švédové považují krále Gustava I. Vasu. Gustav II. Adolf stál v čele Švédska v době jeho největší expanze. Lennart Torstenson je slavným vojevůdcem z dob Třicetileté války. Známým rebelem byl Engelbrekt Engelbrektsson. Christopher Polhem je otcem industrializace a modernizace Švédska. Sociální demokrat Tage Erlander vytvořil švédský sociální stát. Olof Palme se zapsal do srdcí Švédů jako oběť záhadného atentátu. Raoul Wallenberg zachránil za druhé světové války tisíce Židů, podobně se vyznamenal Folke Bernadotte. Brigita Švédská je nejoblíbenější švédská světice. Roku 1908 získal Nobelovu cenu za mír pacifista Klas Pontus Arnoldson, roku 1921 švédský premiér Hjalmar Branting, roku 1930 arcibiskup Nathan Söderblom, roku 1961 generální tajemník OSN Dag Hammarskjöld. Hans Blix byl předsedou Mezinárodní organizace pro atomovou energii v době, kdy vyšetřovala Černobylskou jadernou havárii. Lennart Johansson byl nejdéle sloužícím prezidentem evropské fotbalové asociace UEFA.
Z ostatních oblastí vzpomeňme cestovatele Svena Hedina, zakladatele obchodního řetězce IKEA Ingvara Kamprada či zakladatele videoherní firmy Mojang Markuse Perssona.
Významná švédská menšina žije tradičně ve Finsku. Za její nejvýznamnější představitele lze považovat Adolfa Erika Nordenskiölda, Tove Janssonovou, Johana Ludviga Runeberga a Zachrise Topeliuse. Všichni jmenovaní jsou ovšem ve Finsku považováni také za Finy.